# Осеново (област Варна)
 Тази статия е за селото в Област Варна.  За другото село с това име вижте Осеново (Област Благоевград).  
Осеново е село в Североизточна България. То се намира в община Аксаково, област Варна.

## География
Осеново отстои на 3 км от Златни пясъци (пресечен терен), на 4 км от с. Кранево, на 7 км от Албена (но директен път не е изграден), и на 17 км от Варна. Има черен път до село Кранево, като се предвижда асфалтирането му. Когато това стане, селото ще е още по-привлекателно за инвестиция. Разположено е в малка котловина, която е обградена от всички посоки освен от изток с хълмове, които през зимата са естествена преграда пред северните ветрове, а в същото време има красива гледка към морето.
Селото има добра пътнотранспортна връзка с град Варна и е свързано с него с постоянна автобусна линия (No 28).

## История
В областта, където е разположено Осеново, е имало и друго, по-старо селище. Останки от него са открити в местността Калето, разположена във високата част на селото. Калето е било крепост на Римската империя. В земята близо до „Калето“ са намерени медни монети от времето на византийския император Константин Велики – IV век. В Археологическия музей във Варна се съхраняват ритуални погребални предмети и ценности от Осеново, сред които запазени нагръдници, както и тракийски погребения.
В античната крепост са открити и останки от базилика от края на IV век с декоративни релефи, един от които (мъж, който държи в лявата си ръка голям латински кръст) е вграден в съвременната църква на селото. Северно от църквата е открита и раннохристиянска гробница със стенописи, добре проучена и описана от Ал. Минчев и П. Георгиев през 1981 г.
В днешния си вид селището е създадено през 19 век след Кримската война между Русия и Турция. Старото име на селото е Дишбудак („Ясен“) и до 1877 г. е било заселено с черкези, които го напускат след Освобождението. 
Запазени са сведения от 1913 г. относно действията на румънската войска, завзела селото по време на Междусъюзническата война.
През 1950 г. в селото функционира всестранна взаимоспомагателна кооперация.
Селото е преименувано на Осеново с МЗ 2820 (обн.14 август 1934 г.).
Запазени са конкретни сведения за селото като средище на културния живот и за местни културни дейци от първата половина на 1944 г.

## Население
Численост на населението според преброяванията през годините:
| \| Година на преброяване \| Численост \| \| --------------------- \| --------- \| \| 1934 \| 905 \| \| 1946 \| 885 \| \| 1956 \| 766 \| \| 1965 \| 553 \| \| 1975 \| 397 \| \| 1985 \| 285 \| \| 1992 \| 284 \| \| 2001 \| 389 \| \| 2011 \| 363 \| \| 2021 \| 430 \| |           |
| Година на преброяване | Численост |
| 1934 | 905       |
| 1946 | 885       |
| 1956 | 766       |
| 1965 | 553       |
| 1975 | 397       |
| 1985 | 285       |
| 1992 | 284       |
| 2001 | 389       |
| 2011 | 363       |
| 2021 | 430       |

В селото има общност на Евангелската методистка епископална църква.

### Етнически състав

#### Преброяване на населението през 2011 г.
Численост и дял на етническите групи според преброяването на населението през 2011 г.:
|                     | Численост | Дял (в %) |
| Общо                | 363       | 100.00    |
| Българи             | 261       | 71.90     |
| Турци               | 6         | 1.65      |
| Цигани              | –         | –         |
| Други               | 20        | 5.50      |
| Не се самоопределят | –         | –         |
| Неотговорили        | 76        | 20.93     |

## Културни и природни забележителности
Осеново се намира между двата най-големи курорта в Северна България – Златни пясъци и Албена. Това дава възможности за лятна почивка и екскурзии в близките туристически атракции – Аладжа манастир, Ботаническата градина и Двореца в Балчик.

## Редовни събития
Съборът на селото е на 24 май.

## Други
Селото разполага с пощенски клон и лекар. Днес в него живеят повече от 15 английски семейства, чиито модерни къщи му дават съвременен облик. Постепенно Осеново се обособява като вилна и жилищна зона на Варна.